# Gelei Gábor
Gelei Gábor (Árkos, 1915. augusztus 20. – Budapest, 1952. augusztus 23.) biológus, főiskolai tanár.

## Életpályája
Elemi iskoláit Kolozsváron, a gimnáziumot Szegeden végezte el. 1933-ban érettségizett. 1934-ben a Szegedi Tudományegyetem hallgatója lett; Először fizikát és kémiát tanult, majd kémia-természetrajz szakos tanári oklevelet szerzett. 1937-ben Berlinben, Bécsben és Münchenben képezte tovább magát. 1938-ban doktorált. 1939-ben a Szegedi Egyetemen kémia-természetrajztanári oklevelet szerzett. A második világháború alatt (1939–1945) szovjet hadifogságba esett; 1947 decemberében került haza. 1947-től a szegedi Polgári Tanárképző Főiskolán az állattan megbízott előadója volt. 1948-ban a debreceni Pedagógiai Főiskola biológiai tanszékére nevezték ki tanárnak. 1949-ben a főiskola Egerbe költözött, ahol az Állattani Tanszék első kinevezett tanszékvezető főiskolai tanára lett. 1950-ben Dr. Bende Sándor és Dr. Lukács Dezső kapott kinevezést a tanszékre. 1951-ben a főiskolán akkor végzett tanítványát, Vajon Imrét neveztette ki gyakornoknak, majd tanársegédnek maga mellé.
A Magyar Tudományos Akadémia támogatásával a Bükk hegység forrásainak, csermelyeinek, állatvilágának kutatásával foglalkozott. Élettani és fiziológiai kutatásai során sok új tudományos eredményt ért el, amelyekről tanulmányaiban számolt be. Munkáját kezdetben Flint Gusztáv, Zétényi Endre és dr. Lukács Dezső óraadó tanárok segítették.

## Családja
Szülei: Gelei József (1885–1952) zoológus és Pakulár Lujza (1890–1983) voltak. 1941-ben házasságot kötött Magdó Ilonával (1918-?). Három gyermekük született: Judit, Gábor és István.

## Művei
- Állattani kísérletek és gyakorlatok (Budapest, 1952)